# Religieuse
Jeptišky (francouzsky Religieuse) je dezert z odpalovaného těsta, který svým tvarem a zdobením připomíná jeptišku v hábitu.  Základem jsou dvě koule upečené z odpalovaného těsta, přičemž jedna je menší (hlava jeptišky) než druhá (tělo jeptišky). Obě koule se po upečení a vychladnutí zespodu naplní, a to obvykle cukrářským vanilkovým krém, kávovým krém nebo čokoládovým krém.
Obě koule jsou poté částečně namočeny do fondánu nebo ganáže a spojeny krémem. Barva a ochucení obvykle odpovídají náplni. Totéž platí i o jiných prvcích, které se případně použijí ke zdobení nebo spojování obou koulí (krémy, marcipán,…). Někdy je ke zdobení používán karamel. Tradiční způsob zdobení by měl respektovat skutečnost, že desert má ve finále připomínat vzhledem jeptišku.
V prvotní fázi, ještě před pečením obou koulí z odpalovaného těsta, je někdy na odpalované těsto nanesena ještě druhá tenká vrstva těsta, tzv. „Craquelinu“. Jde o směs asi 1/3 hladké mouky, 1/3 cukru a 1/3 másla a výjimečně i barviva. Případné použití barviva by mělo dbát nepsané zásady, že barva odpovídá náplni. Tedy například zelená barva pro pistáciovou nebo mátovou náplň, sytě růžová pro malinovou náplň, atd.
Vzniklý Craquelin se mezi dvěma pečicími papíry rozválí na tenko (cca 2 mm) a nechá se z důvodu lepší práce s těstem krátce zmrazit v mrazáku nebo ztuhnout v lednici. Z této hmoty se pak rychle vykrájí kolečka o stejném průměru, jako je základ koule z odpalovaného těsta, na který se craquelinová kolečka ihned položí. Při pečení dochází k významnému zvětšování objemu odpalovaného těsta, což vede k rozpraskání vrstvy Craquelinu (francouzsky craqué lze volně přeložit jako praskat).  Díky tomu vzniká na povrchu koulí zdobný efekt. Tato technika se používá i u dalších výrobků z odpalovaného těsta jako jsou například Éclairs.